# 小石雄治
小石 雄治（こいし ゆうじ、1894年9月5日- 1984年1月28日 ）は、日本の経営者。ダイハツ工業社長、会長を務めた。島根県浜田市出身。

## 来歴・人物
1912年3月、旧制浜田中学（現在　島根県立浜田高等学校）卒業、1917年に大阪高等工業学校機械科（現在、大阪大学）を卒業し、同年にダイハツ工業の前身である発動機製造に入社。1939年2月に取締役に就任し、常務、専務を経て、1950年12月にダイハツ工業社長に就任し、軽三輪車や電気自動車の開発に着手し、1967年にトヨタ自動車との業務提携を結ぶなど同社発展の礎を築いていた。1968年に会長を務め、1971年12月から相談役を務めた。
1960年に藍綬褒章を受章し、1973年に勲二等旭日重光章を受章した。1976年に浜田市名誉市民に選ばれた。
1984年1月28日、心不全のために死去。89歳没。